# داستان گنجی (فیلم ۱۹۵۱)
داستان گنجی (انگلیسی: The Tale of Genji) یک فیلم درام ژاپنی  درام (فیلم و تلویزیون) محصول ۱۹۵۱ به کارگردانی کوزابورو یاشیمورا است. این بر اساس رمان اوایل قرن یازدهم به همین نام داستان گنجی است.